# 布朗扎克莱马塔
布朗扎克莱马塔（法語：Blanzac-lès-Matha，法語發音：[blɑ̃zak lɛ mata]，意为“马塔附近的布朗扎克”）是法国滨海夏朗德省的一个市镇，位于该省东部，属于圣让当热利区。

## 地理
布朗扎克莱马塔（45°52'22"N, 0°21'7"W）面积9.42 平方千米，位于法国新阿基坦大区滨海夏朗德省，该省份为法国西部滨海省份，北起旺代省，西临大西洋，南至吉倫特省，东南接多爾多涅省，东北接德塞夫勒省接壤，东临夏朗德省。
与布朗扎克莱马塔接壤的市镇（或旧市镇、城区）包括：欧雅克、欧马涅、巴尼佐、拉布鲁斯、库尔瑟拉克、马塔。

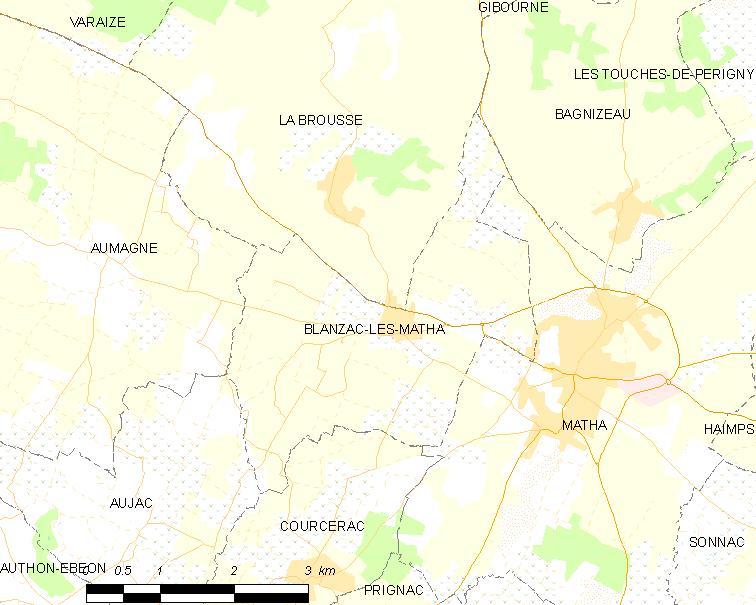
布朗扎克莱马塔的OSM定位图

布朗扎克莱马塔的时区为UTC+01:00、UTC+02:00（夏令时）。

## 行政
布朗扎克莱马塔的邮政编码为17160，INSEE市镇编码为17048。

## 政治
布朗扎克莱马塔所属的省级选区为马塔县。

## 人口

1962-2008年间布朗扎克莱马塔人口变化图示

布朗扎克莱马塔于2022年1月1日时的人口数量为330人。